# Ureterkarzinom
Ein Ureterkarzinom oder auch Harnleiterkrebs ist ein seltener bösartiger Tumor des Harnleiters, der in über 95 % der Fälle als Urothelkarzinom und bei 2–3 %, insbesondere bei Nierensteinpatienten, als Plattenepithelkarzinom auftritt. Der Erkrankungsgipfel liegt bei 50 bis 60 Lebensjahren. Das Verhältnis Männer zu Frauen beträgt 2 bis 3 : 1.

## Symptome
- Blutspuren im Urin als Mikrohämaturie, d. h. nur durch Tests erkennbar oder als Makrohämaturie, d. h. Blutausscheidungen sind sichtbar
- weiterhin kann einseitiger Harnstau eintreten

## Diagnose
Mittels  Ureterorenoskopie wird eine endoskopische Inspektion des Harnleiters und ggf. eine Biopsie vorgenommen.

## Therapie
- Bei Karzinomen des oberen Harntraktes ist eine radikale Ureteronephrektomie mit Blasenmanschette geboten.[1][2]
- Endoskopische, organerhaltende Verfahren (Resektion oder Laserbehandlung) können bei gut differenzierten kleineren Karzinomen angewendet werden.